# Municipio de Suchiate
El Municipio de Suchiate es un municipio mexicano fronterizo de la región Soconusco, estado de Chiapas. Colinda con el departamento de San Marcos en Guatemala. A su costado oriental fluye de norte a sur el río Suchiate, del que recibe el nombre y que sirve de límite entre México y Guatemala. Siendo su cabecera municipal, Ciudad Hidalgo el más importante punto fronterizo con Guatemala.

## Toponimia
El nombre Suchiate proviene de la lengua náhuatl y se traduce como "Agua de flores". Cecilio Robelo, en su obra Sinopsis Toponímica Nahoa asocia la traducción «en agua de flores o rosada» al topónimo Xochiac.

## Geografía
El municipio de Suchiate es el más meridional de toda la República Mexicana, y está situado también en el extremo sur del Soconusco. La extensión territorial de Suchiate es de 606.01 km², que representan el 0.80% del territorio total de Chiapas, y se encuentra a una altitud media de 20 metros sobre el nivel del mar.
El municipio de Suchiate limita al norte con el municipio de Frontera Hidalgo y al oeste con el municipio de Tapachula; al este limita con el Municipio de Ocós en el Departamento de San Marcos de Guatemala y al sur tiene costas en el Océano Pacífico.

### Orografía e hidrografía
El relieve es fundamentalmente plano por estar localizado en la llanura costera del Pacífico, aunque tiene una inclinación en sentido norte sur desde las montañas de la Sierra Madre de Chiapas.
Tres ríos de importancia riegan su territorio, el primero es el río Suchiate que sirve de límite fronterizo con Guatemala, además el río Cahoacán y el río Cosalapa, todos estos ríos descienden a la planicie desde la Sierra Madre de Chiapas, y en ocasiones lluvias torrenciales los han hecho desbordar y causar grandes daños a las poblaciones de la llanura, como ocurrió en el año 2005 tras las lluvias provocadas por el Huracán Stan. La totalidad del territorio municipal forma parte de la Cuenca del Río Suchiate y otros de la Región hidrológica Costa de Chiapas.

### Clima y ecosistemas
El clima que se registra está catalogado como Cálido subhúmedo con lluvias en verano, la temperatura media anual en su zona costera y más baja es superior a los 28 °C, mientras que en la zona más elevada, al norte del territorio, va de los 26 a los 28 °C; y la precipitación promedio anual es de 2,000 a 1,000 mm.
Según la clasificación climática de Köppen, el clima del municipio corresponde al tipo Aw (tropical seco).
Una zona importante del territorio está dedicado a la agricultura de riego, aprovechando la construcción de una presa derivadora en uno de los afluentes del río Suchiate, en el norte del municipio se realiza agricultura de temporal, mientras que la costa del Pacífica se encuentra cubierta por manglar, la restante zona del territorio cuenta con pastizales.
| Mapas geográficos de Suchiate |        |
|                               |        |
| Hidrología                    | Climas |

## Demografía
De acuerdo a los resultados del Censo de Población y Vivienda de 2020 realizado por el Instituto Nacional de Estadística y Geografía, la población total del municipio es de 41 672 habitantes, lo que representa un crecimiento promedio de 1.8% anual en el período 2010-2020 sobre la base de los 35 056 habitantes registrados en el censo anterior. Al año 2020 la densidad del municipio era de 176,5 hab/km².
| Gráfica de evolución demográfica de Municipio de Suchiate entre 2000 y 2020 |
|                                                                             |
| Fuente: Instituto Nacional de Estadística Geografía e Informática           |

El 49.1% de los habitantes (20 481 personas) eran hombres y el 50.9% (21 191 personas) eran mujeres. El 85.7% de los habitantes mayores de 15 años (24 242 personas) estaba alfabetizado. La población indígena era de 256 personas.
En el año 2010 estaba clasificado como un municipio de grado alto de vulnerabilidad social, con el 32.36% de su población en estado de pobreza extrema.

### Localidades

Principales localidades.

En el censo de 2020 el municipio de Suchiate contaba con 136 localidades.
| Código INEGI      | Localidad           | Población (2020) |
| ----------------- | ------------------- | ---------------- |
| 070870001         | Ciudad Hidalgo      | 17 485           |
| 070870014         | La Libertad         | 5 096            |
| 070870011         | Ignacio López Rayón | 1 691            |
| 070870184         | Suchiate            | 1 470            |
| 070870159         | Cuauhtémoc          | 1 078            |
| Otras localidades | Otras localidades   | 14 852           |
| Total municipal   | Total municipal     | 41 672           |

## Política
El Municipio de Suchiate fue creado por decreto del 4 de julio de 1925, formando parte su territorio hasta entonces del municipio de Frontera Hidalgo en donde tenía la categoría de agencia municipal.
El gobierno le corresponde al Ayuntamiento de acuerdo con lo establecido por la Constitución de 1917, este está conformado por un presidente municipal y un cabildo conformado por regidores, todos son electos mediante una planilla, el periodo de gobierno del ayuntamiento es de tres años y no puede ser renovado para el periodo inmediato pero si de manera no continua.

### Representación legislativa
Para la elección de los Diputados representantes del municipio a nivel local en el Congreso de Chiapas, así como a nivel federal en la Cámara de Diputados de México, Suchiate se encuentra dentro de los siguientes distritos electorales:
Local:
- Distrito electoral local de 24 de Chiapas con cabecera en Cacahoatán.[19]

Federal:
- Distrito electoral federal 12 de Chiapas con cabecera en Tapachula.[20]

## Actividades económicas
Las principales actividades económicas del municipio son el comercio minorista, los servicios vinculados al alojamiento temporal y la elaboración de alimentos y bebidas y en menor medida la prestación de servicios generales no gubernamentales.